# 夏伯阳 (电影)
《夏伯阳》（俄語：Чапаев，又譯《恰巴耶夫》）是1934年苏联发行的一部战争电影，由列宁格勒电影制片厂出品，导演是瓦西里耶夫兄弟（格奥尔基·瓦西里耶夫和谢尔盖·瓦西里耶夫共用的笔名）。
《夏伯阳》这部电影是根据同名小说改编而成，该小说的作者是苏联作家德米特里·富尔马诺夫。影片讲述的是红军指挥官夏伯阳（瓦西里·伊凡诺维奇·恰巴耶夫）在俄国内战中抗击白军并成为英雄的故事。
此剧于1934年11月6日在列宁格勒上映，迅速成为苏联最受欢迎的电影。上映第一年苏联全国就有三千万人观看。1941年，该电影荣获斯大林奖。1946年，在威尼斯电影节上获奖。
1951年，中国中央电影局东北电影制片厂翻译片组译制了此剧的汉语配音版本。

## 创作人员
列宁格勒电影制片厂出品。
- 导演：瓦西里耶夫兄弟
- 编剧：德米特里·富尔马诺夫

### 演员
- 鲍里斯·巴博奇金 饰 夏伯阳（瓦西里·恰巴耶夫）
- 鲍里斯·布利诺夫（英语：Boris Blinov） 饰 德米特里·富尔马诺夫
- 瓦尔瓦拉·米亚斯尼科娃（俄语：Мясникова, Варвара Сергеевна） 饰 安娜（Анка）
- 列昂尼德·克米特（英语：Leonid Kmit） 饰 别其卡（Петька，彼得·伊萨耶夫（俄语：Исаев, Пётр Семёнович））
- 伊拉里翁·佩夫佐夫（俄语：Певцов, Илларион Николаевич） 饰 博罗兹金上校（Бороздин）
- 斯捷潘·什库拉特（俄语：Шкурат, Степан Иосифович） 饰 波塔波夫/彼得洛维奇（Потапов, Петрович），博罗兹金上校的勤务兵
- 维亚切斯拉夫·沃尔科夫（Вячеслав Волков） 饰 叶兰旅（Елань）指挥官
- 尼古拉·西蒙诺夫（英语：Nikolay Simonov） 饰 排长日哈列夫（Жихарев）
- 叶连娜·沃林采娃（Елена Волынцева） 饰 女农民
- 鲍里斯·奇尔科夫（英语：Boris Chirkov） 饰 农民
- 谢尔盖·瓦西里耶夫 - 中尉
- 格奥尔基·日茹诺夫（英语：Georgiy Zhzhonov） 饰 捷廖沙（Терёша）的传令兵
- 米哈伊尔·罗斯托夫采夫（英语：Mikhail Rostovtsev (actor)） 饰 兽医
- 安德烈·阿普索隆（俄语：Апсолон, Андрей Николаевич） 饰 红军战士
- 斯捷潘·克雷洛夫（俄语：Крылов, Степан Иванович） 饰 红军战士
- 格奥尔基·瓦西里耶夫 - 叼着雪茄的官员
- 维克托·亚布隆斯基（俄语：Яблонский, Виктор Петрович） 饰 哥萨克侦察兵 (未出现在字幕)
- 埃米尔·加尔（俄语：Галь, Эмиль Михайлович） 饰 兽医士 (未出现在字幕)
- 康斯坦丁·纳扎连科（Константин Назаренко） 饰 肇事的游击队员 (未出现在字幕)
- 帕维尔·列什科夫（Павел Лешков） 饰 与博罗兹金上校对话之人 (未出现在字幕)